# Roxanne Perez
Carla González (Laredo, Texas, 5 de noviembre de 2001) es una luchadora profesional estadounidense. Actualmente trabaja para la empresa WWE, donde actúa en la marca Raw bajo el nombre de Roxanne Perez. Entre sus logros, destaca haber ganado dos veces el Campeonato Femenino de NXT y ser la primera en ostentar el Campeonato Femenino de ROH.

## Carrera

### Inicios (2018-2019)
González comenzó a entrenar a los 13 años, y luego entrenó con Booker T a los 16 años. Hizo su debut en la lucha libre profesional en diciembre de 2018 bajo el nombre de ring Rok-C cuando comenzó a luchar para la empresa Reality of Wrestling (ROW) de Booker T. Su nombre se deriva de The Rock - como ella era fan de él, ella "cambió un poco las letras, y luego usó el guion... La C significa mi nombre, Carla". Además de luchar por ROW, Rok-C pasó la mayor parte de sus años de novato luchando por ascensos en su estado natal de Texas.

### Reality of Wrestling  (2019-2021)
Rok-C hizo su debut en Reality of Wrestling el 19 de enero de 2019 ganando su primer combate individual derrotando a Lynnette Laso. Luego luchó en su primer combate por el título en Ladies Night Out 5 contra la Campeona de Diamonds Division Hyan. A pesar de un desafío fallido, permaneció involucrada en la imagen del título de la Diamonds Division durante el transcurso de su año de debut.
El 8 de febrero de 2020 de ROW, Rok-C ganó el título de Diamonds Division de Hyan en una lucha individual. Luego, Rok-C desafió a Heather Monroe por su Campeonato Femenino Hurricane Pro en Ladies Night Out 9. A pesar de ganar el partido, no ganó el título ya que ganó por descalificación. Rok-C retuvo con éxito al Campeón de Diamonds Division hasta el 19 de diciembre, perdiendo el título en un combate de triple amenaza que involucró a Promise Braxton y Hyan. Entre julio y agosto de 2021, Rok-C luchó en dos ocasiones por el título de la Diamonds Division, incluido un combate durante el Summer Of Champions anual contra los oponentes Raychell Rose y Promise Braxton.

### Ring of Honor (2021)
En abril de 2021, González comenzó a aparecer en Ring of Honor bajo su nombre de Rok-C. Hizo su debut haciendo equipo con Max the Impaler en un empate por límite de tiempo contra Laynie Luck y Hyan. Rok-C luego compitió en el torneo del Campeonato Mundial Femenino de ROH, donde derrotó a gente como Angelina Love, Sumie Sakai y Quinn McKay. En la final de Death Before Dishonor XVIII, derrotó a Miranda Alize para convertirse en la primera e inaugural Campeona Mundial Femenina de ROH y siendo la campeona femenina más joven en la historia de la compañía a los 19 años. Su primera defensa del título se produjo en el episodio del 26 de noviembre de Ring of Honor Wrestling, donde derrotó Gia Scott.
El 27 de octubre de 2021, Rok-C junto con todo el resto del personal de ROH fueron liberados de sus contratos ya que la compañía haría una pausa después de Final Battle de diciembre. En Final Battle, Rok-C retuvo con éxito su campeonato contra Willow Nightengale en lo que fue el último evento de pago por evento de ROH antes de hacer una pausa. Después del combate, se enfrentó a la ex Campeona Knockouts de Impact y actual Campeona Reina de Reinas de AAA Deonna Purrazzo, quien propuso un combate en el que ambos títulos estuvieran en juego en un futuro evento de Impact Wrestling. La propuesta de Purrazzo fue inmediatamente aceptada por Rok-C cuando las dos se dieron la mano.

### WWE (2022-presente)
El 14 de marzo de 2022, se informó que González firmó un contrato con WWE. Hizo su debut llamándose Roxanne Perez en NXT Level Up emitido el 15 de abril, derrotando a Sloane Jacobs. La siguiente semana en NXT 2.0, se presentó un vídeo promocional sobre su vida y lo que la llevó a convertirse en una superestrella, anunciándose su debut la siguiente semana, sin embargo mientras estaba siendo entrevistada en backstage fue interrumpida por Toxic Attraction (Mandy Rose, Gigi Dolin & Jacy Jayne) adelantando su debut en ring, derrotando a Jayne. Sin embargo la semana siguiente en NXT 2.0 fue nuevamente interrumpida por Toxic Attraction donde se pacto una lucha no titular entre Rose y Perez donde esta última fue derrotada. En NXT del 7 de junio, derrotó a Tiffany Stratton en la Final de NXT Women's BreakOut Tournament, ganando un contrato que le da una oportunidad a cualquier título femenino que escoja en cualquier momento que ella lo desee, después del combate celebró junto a Cora Jade, sin embargo fueron interrumpidas y atacadas por Toxic Attraction (Mandy Rose, Gigi Dolin & Jacy Jayne) pero fueron salvadas por Indi Hartwell, a la siguiente semana en NXT 2.0 emitido el 14 de junio, junto a Cora Jade e Indi Hartwell derrotaron a Toxic Attraction (Mandy Rose, Gigi Dolin & Jacy Jayne).
En el episodio de NXT del 13 de diciembre de 2022, después de haber ganado el Iron Survivor Challenge en NXT Deadline, se ganó una oportunidad por el Campeonato femenino de NXT, contra la campeona defensora Mandy Rose, donde Perez derroto a la campeona reinante, coronándose por campeona por primera vez Campeona Femenina de NXT.
Ya en 2023, tuvo su primera defensa ante Gigi Dolin y Jacy Jayne en una Triple Threat Match donde retuvo su título Femenino de NXT en el evento NXT Vengeance Day. Luego tuvo un feudo maestro-aprendiz con Meiko Satomura a la que se enfrentó en el episodio especial de NXT llamado NXT: Roadblock por el Campeonato Femenino de NXT, que retuvo a duras penas. Después del combate se dieron la mano en señal de respeto pero Perez se desmayó necesitando asistencia médica. Por lo que la situación del Título Femenino quedó en duda y se pacto una Ladder Match por el campeonato, ya que Perez no estaba en condiciones de defender el título, pero le confirmó a Shawn Michaels que tenía el alta médica para competir y defender su título en la Ladder Match frente a otras luchadoras en NXT Stand & Deliver. En Stand & Deliver, se enfrentó a Tiffany Stratton, Gigi Dolin, Lyra Valkyria, Zoey Stark e Indi Hartwell en una Ladder Match por el Campeonato Femenino de NXT, sin embargo perdió, terminando con un reinado de 109 días. En Spring Breakin', se enfrentó a Indi Hartwell y a Tiffany Stratton por el Campeonato Femenino de NXT, sin embargo perdió. Tiempo después el título quedó vacante por la lesión y ascenso al Roster Principal de Hartwell, por lo que participó en un Torneo para coronar a una nueva Campeona, dónde derrotó a Jacy Jayne en la primera ronda, sin embargo fue eliminada en la Semifinal por Tiffany Stratton. Posteriormente comenzó una rivalidad contra Blair Davenport, quien la derrotó en el episodio de NXT del 27 de junio, y su feudo se intensificó cuando Perez atacó a Davenport en un mercado. Su rivalidad culminó en NXT The Great American Bash, en una Weapons Wild Match donde Perez salió victoriosa. Semanas después en el episodio de NXT del 29 de agosto, se enfrentó a Kiana James, Blair Davenport y a Gigi Dolin por una oportunidad al Campeonato Femenino de NXT, sin embargo perdió. Tiempo después, se enfrentó a Lyra Valkyria y a Indi Hartwell por otra oportunidad al Campeonato Femenino de NXT, sin embargo volvió a perder. Posteriormente inicio un feudo contra Kiana James a la que derrotó en NXT Halloween Havoc en una Devil's PlayGround Match, luego intentó clasificar a la Iron Survivor Challenge en NXT Deadline, sin embargo fue derrotada por Lash Legend, por lo que participó en la Last Chance Match clasificatoria, en la que se enfrentó a Kiana James, Fallon Henley y Thea Hail sin embargo no logró ganar, pero se anunció que se enfrentaría a Kiana James en NXT Deadline en una Steel Cage Match para terminar la rivalidad. En NXT Deadline, fue derrotada por Kiana James en una Steel Cage Match debido a la interferencia de Izzi Dame.
Empezando 2024, en NXT New Year's Evil, derrotó a Arianna Grace sin embargo después de la lucha, continuó aplicándole la Crossface ignorando a los árbitros por lo que anularon su victoria, otorgándole a Grace una victoria por descalificación, comenzando a tener actitudes de heel. Semanas después participó en una 20-Woman Battle Royal por una oportunidad por el Campeonato Femenino de NXT, en la que ganó cubriendo a Kelani Jordan. En NXT Vengeance Day, se enfrentó a Lyra Valkyria por el Campeonato Femenino de NXT, sin embargo perdió porque durante el combate, Lola Vice hizo efectiva su contrato del BreakOut Tournament, convirtiendo la lucha en una Triple Threat Match por el título, además que Tatum Paxley interfirió a favor de Valkyria. En NXT Stand & Deliver, derrotó a Lyra Valkyria ganando el Campeonato Femenino de NXT por segunda vez pese a que Paxley volvió a interferir a favor de Valkyria. En Spring Breakin', derrotó a Lyra Valkyria y a Tatum Paxley reteniendo Campeonato Femenino de NXT, terminando su feudo con ambas. Posteriormente comenzó a tener diferencias con la Gerente General de NXT Ava, por lo que le pactó a una lucha ante Chelsea Green en la que retuvo su título. Luego Ava le presentó a su siguiente rival que resultó ser la Campeona Mundial Knockouts de TNA Jordynne Grace. En BattleGround logró derrotar a Jordynne Grace para retener exitosamente el Campeonato Femenino de NXT ya que durante el combate interfirieron Tatum Paxley y Ash by Elegance distrayendo a Grace.

## Campeonatos y logros
- New Texas Pro Wrestling
  - New Texas Pro Women's Championship (1 vez)[12][13][14]

- Reality of Wrestling
  - ROW Diamonds Division Championship (1 vez)[15][16][17]

- Ring of Honor
  - ROH Women's World Championship (1 vez e inaugural)
  - ROH Year-End Award (2 veces)
    - Female Wrestler of the Year (2021)
    - Best New Star (2021)

- Sabotage Wrestling
  - Sabotage War Of The Genders Championship (1 vez, actual)[18][19]

- World Wrestling Entertainment/WWE
  - NXT Women's Championship (2 veces)
  - NXT Women's Tag Team Championship (1 vez) - con Cora Jade
  - WWE Women's Tag Team Championship (1 vez) - con Raquel Rodríguez
  - NXT Women's BreakOut Tournament (2022)
  - NXT Women's Iron Survivor Challenge (2022)
- Pro Wrestling Illustrated
  - Situada en el Nº28 en el PWI Female 100 en 2021.
  - Situada en el Nº36 en el PWI Women's 150 en 2022.[20]
  - Situada en el Nº15 en el PWI Female 250 en 2023.
  - Situada en el Nº11 en el PWI Female 250 en 2024.